# Stelis fragariella
Stelis fragariella är en biart som först beskrevs av Cockerell 1925.  Stelis fragariella ingår i släktet pansarbin, och familjen buksamlarbin. Inga underarter finns listade i Catalogue of Life.